# Руманя
Руманя̀ е село в Южна България, община Стара Загора, област Стара Загора.

## География
Село Руманя се намира на около 22 km изток-североизточно от областния и общински център Стара Загора и около 12 km западно от град Нова Загора. Разположено е в южните разклонения на Сърнена Средна гора, в близост с прехода към Старозагорското поле на Горнотракийската низина. Надморската височина в центъра на селото е около 230 m, на север нараства до около 270 m, а на юг намалява до около 215 m. Климатът е преходно-континентален.
Общински път свързва село Руманя на запад със селата Братя Кунчеви, Оряховица и Дълбоки, а на изток през селата Караново и Брястово – със село Асеновец и минаващия през него републикански път II-55 (Великотърновско – Свиленград). Споменатите села Братя Кунчеви, Оряховица, Дълбоки, Караново и Асеновец имат преки връзки на юг с второкласния републикански път II-66, водещ на запад към Стара Загора, а на изток към Нова Загора.
Землището на село Руманя граничи със землищата на: село Крива круша на североизток; село Караново на изток; село Братя Кунчеви на юг и запад.
Етническият състав на населението на село Руманя по численост и дял на етническите групи според преброяването през 2011 г. е:
| Етнически групи     | Численост | Дял (в %) |
| Общо                | 67        | 100       |
| Българи             | 67        | 100       |
| Турци               | 0         | 0         |
| Цигани              | 0         | 0         |
| Други               | 0         | 0         |
| Не се самоопределят | 0         | 0         |
| Не отговорили       | 0         | 0         |

Числеността на населението на село Руманя по данните от преброяванията от 1934 г. насам се променя както следва:
| \| Година на преброяване \| Численост \| \| --------------------- \| --------- \| \| 1934 \| 377 \| \| 1946 \| 394 \| \| 1965 \| 196 \| \| 1975 \| 139 \| \| 1985 \| 98 \| \| 1992 \| 75 \| \| 2001 \| 81 \| \| 2011 \| 67 \| \| 2021 \| 109 \| |           |
| Година на преброяване | Численост |
| 1934 | 377       |
| 1946 | 394       |
| 1965 | 196       |
| 1975 | 139       |
| 1985 | 98        |
| 1992 | 75        |
| 2001 | 81        |
| 2011 | 67        |
| 2021 | 109       |

През периода 1956 – 1963 г. селата Руманя и Подслон са включени в сборното тогава село Братя Кунчеви и численостите им към 1956 г. са включени в неговата численост.

## История
След Руско-турската война 1877 – 1878 г. по Берлинския договор 1878 г. селото – тогава с име Смавлии, остава в Източна Румелия; присъединено е към България след Съединението 1885 г. Село Смавлии е преименувано на Руманя̀ през 1906 г.; през 1956 г. е слято със селата Подслон и Черково като село Братя Кунчеви; отделено е отново като село Руманя̀ през 1963 г.
Читалище „Съзнание“ в село Руманя е основано през 1938 г. През 2009 г. на законово основание към наименованието му е добавена годината на неговото първоначално създаване и то става „Съзнание-1938 г.“.

## Обществени институции
Изпълнителната власт в село Руманя към 2025 г. се упражнява от кметски наместник.
В село Руманя към 2025 г. има:
- действащо читалище „Съзнание-1938 г.“;[10]
- православна църква „Свети Трифон“.[11]

## Културни и природни забележителности
Малко над центъра на селото е разположена борова гора, подходяща за разходки.
Празникът на селото е с непостоянна дата – отбелязва се в първата събота на юни месец. На този ден се прави събор на центъра на селото.
През 2009 година е открит храма „Свети Трифон“.

## Други
Автобус 64 е превоз от селото до кв. Железник в Стара Загора. Минава през селата Братя Кунчеви, Оряховица и Дълбоки.